# 董漢儒 (嘉靖進士)
董漢儒（1494年—？年），字道夫，號葵岡，河南省開封府睢州考城縣人，明朝政治人物。

## 生平
由國子生中式乙酉河南鄉試第十名舉人，嘉靖十一年（1532年）壬辰科会试第一百四十一名，第二甲第六十一名進士。觀都察院政，授南直隶通州知州，陞南京户部員外，廣東司郎中，出为陕西漢中府，嘉靖二十三年甲辰父喪丁忧。服阕，起補山東東昌府知府，副使。

## 家族
曾祖董英；祖董繼先，監生；父董廷佐（？-1544年），字良臣，號甾國，嘉靖二年癸未以选贡授南宫县訓導，升雲和县教谕，誥封奉政大夫南京户部廣東司郎中；母甯氏，誥封太宜人。具慶下。弟漢卿；漢傑；。從弟來詢；來宣；來同；來夏；來舉；來問。
子董勑（生員）；董詔；董誥。